# Ермоленко, Иван Васильевич
Иван Васильевич Ермоленко (10 ноября 1913 — 8 мая 1980) — передовик советского строительства, мастер шагающего экскаватора Донского строительного района Волго-Донского судоходного канала имени В. И. Ленина Министерства внутренних дел СССР, Герой Социалистического Труда (1952).

## Биография
Родился 10 ноября 1913 года в селе Новотроицкое, ныне Бердянского района Запорожской области республики Украина в украинской крестьянской семье. Работать начал в 1928 году в городе Сталино. Здесь же завершил обучение в школе фабрично-заводского ученичества на базе семилетки. Трудился слесарем металлургического завода. Получив специальность экскаваторщика, принимал участие в строительстве канала "Москва-Волга", Невинномысского канала, Куйбышевского гидроузла, Норильского комбината цветной металлургии, Волго-Донского судоходного канала.
В 1948 году был утверждён план строительства Волго-Донского судоходного канала. В ходе проведения земляных работ было вынуто 150 миллионов кубометров грунта, уложено 3 миллиона кубометра бетона. Канал был построен за 4,5 года. Было сооружено 13 шлюзов. Активное участие в этих строительных работах принимал Иван Ермоленко.
За особые выдающиеся заслуги и самоотверженную работу по строительству и ввожу в эксплуатацию Волго-Донского судоходного канала имени В.И. Ленина, Цимлянской гидроэлектростанции и сооружения для орошения первой очереди в 100 тысяч гектаров засушливых земель Ростовской области Указом Президиума Верховного Совета СССР от 19 сентября 1952 года Ивану Васильевичу Ермоленко было присвоено звание Героя Социалистического Труда с вручением ордена Ленина и золотой медали «Серп и Молот».
В дальнейшем продолжал трудовую деятельность. Работал на сооружение Куйбышевской и Красноярской ГЭС. С 1959 года трудился на экскаваторе в городе Губкине Белгородской области. Внёс большой вклад в освоении Курской магнитной аномалии, активно участвовал в строительстве Лебединского рудника. Год работал на строительстве Асуанской плотины в Египте. В 1969 году вышел на пенсию, но продолжал трудиться. Сначала работал в ПТУ №1, а затем вновь вернулся на рудник.
Проживал в городе Губкине Белгородской области. Умер 8 мая 1980 года.

## Награды
За трудовые успехи удостоен:
- золотая звезда «Серп и Молот» (19.09.1952),
- орден Ленина (19.09.1952),
- Медаль «За трудовое отличие» (16.05.1945),
- другие медали.